# タスマン氷河

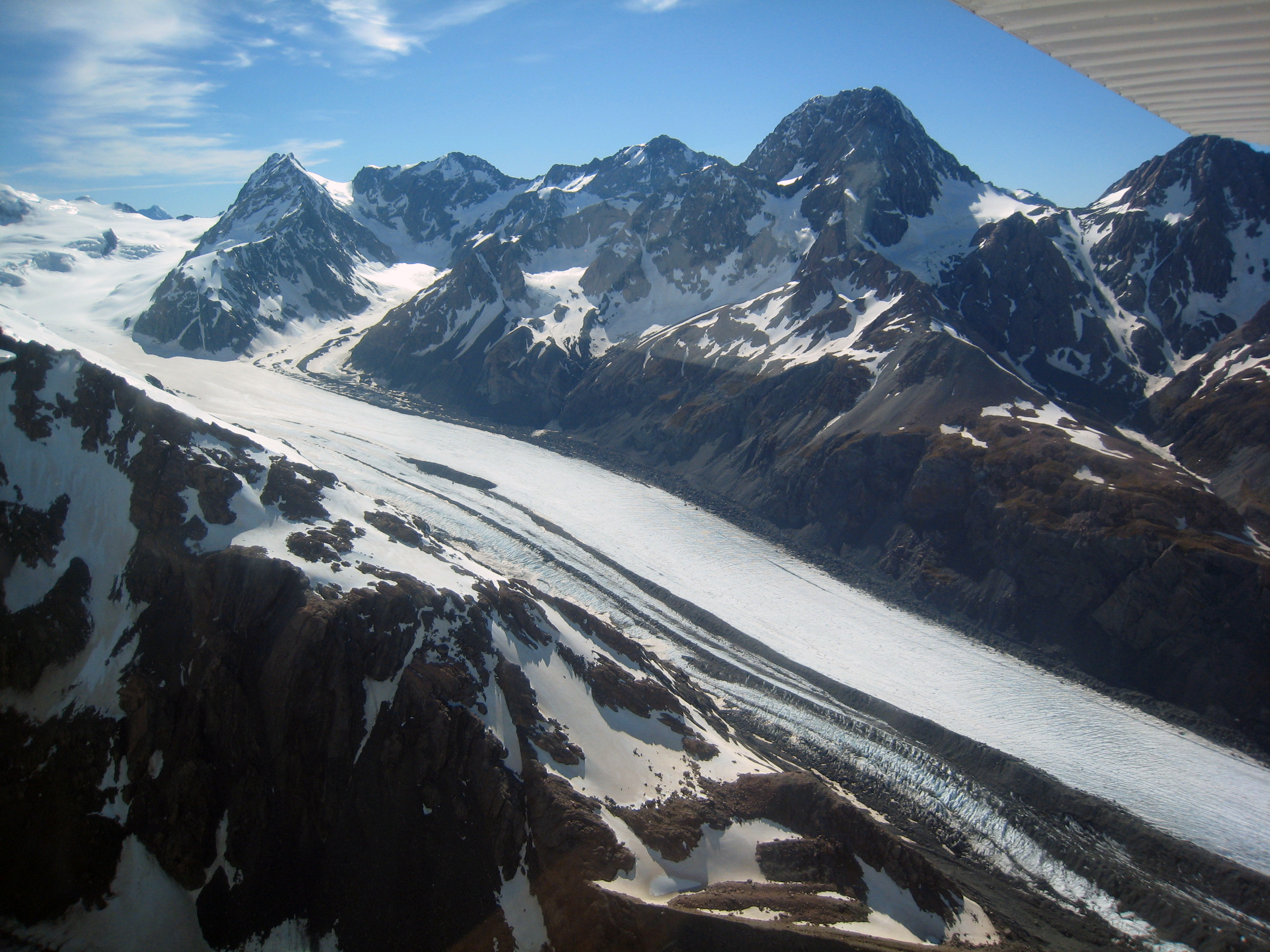
タスマン氷河、上半部

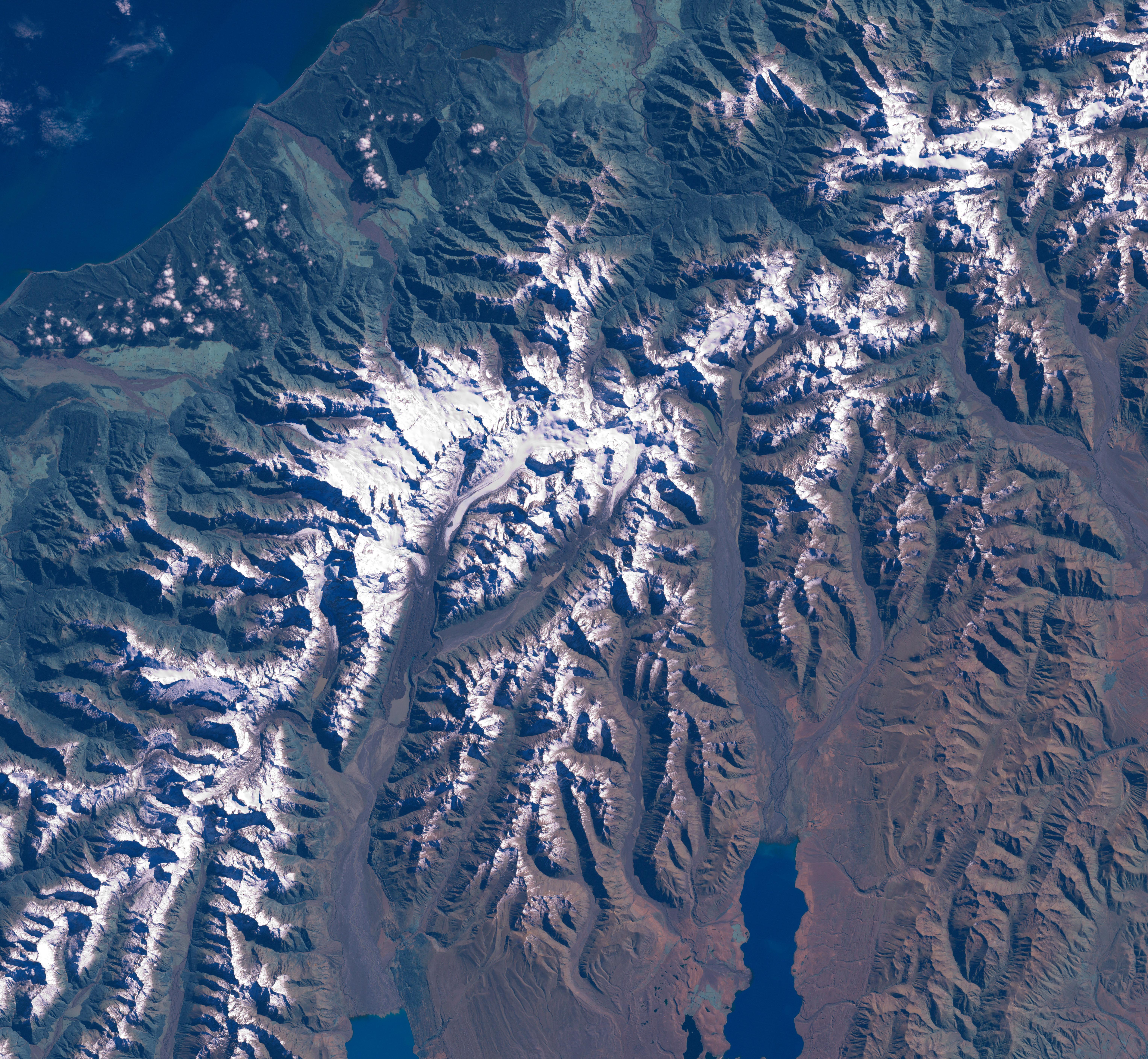
ランドサットから撮影したクック山付近の写真。タスマン氷河はクック山の山頂の東側（右側）。

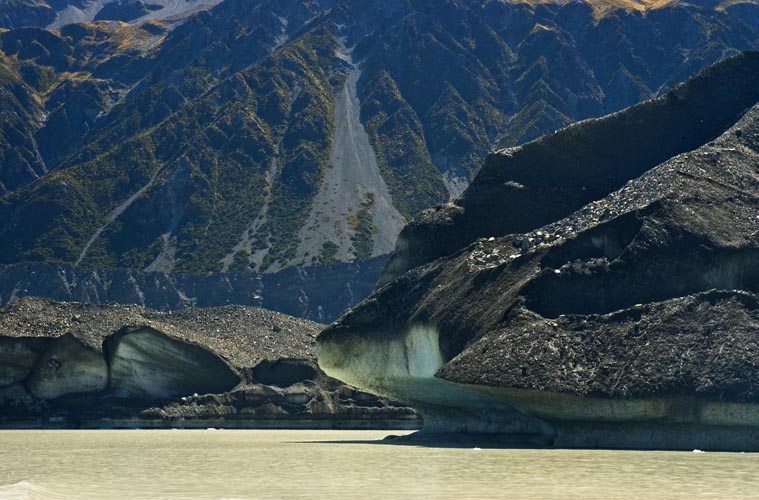
タスマン湖におけるタスマン氷河の終端面

タスマン氷河（タスマンひょうが、英語: Tasman Glacier）は、ニュージーランドの南島にあるサザン・アルプス山脈からマッケンジー盆地に向かって南や東に流れる氷河の中で最大のもので、ニュージーランド最長の氷河である。

## 地勢
この氷河は、長さ27キロメートル、幅は4キロメートルもあり、全体がアオラキ/マウント・クック国立公園内にある。最大の深度は600メートルである。氷河は、101平方キロメートルの領域におよび、およそ海抜3,000メートルの高さより始まる。冬から春にかけての降雪は50メートルまで積もり、夏に溶けた後も7メートルは残っている。
タスマン氷河は、タスマン山 (3,497m) とその南にあるクック山 (3,754m) という2大高峰の東側面に沿って南へ流れている。
その上流一帯は雪で覆われているが、氷河によって運ばれた岩が、その進行する氷河の消耗（アブレーション）により露出し、より低い氷河部では完全に岩で覆われる。この氷河には、マーチソン氷河の融氷水が途中でぶつからんばかりとなっている。この融氷水は、モレーンの外側でタスマン氷河のそばへ流れ込むために方向を変えるまでは、北東から近づいている。
両氷河からの水は、タスマン氷河の先端にあるタスマン湖にたまった後、南に流れて、近くのフッカー氷河やミューラー氷河から流れ出る水とタスマン川の広い谷で合流し、そのより合わさった流れは、プカキ湖へと南へ流れる。それらの流れは、最終的にはワイタキ川へ入り、オマルーの北で太平洋に注ぐ。

## 近年における後退

サザン・アルプス山脈に、西から東に向かってミューラー氷河、フッカー氷河そしてタスマン氷河と並んでいるが、それらの氷河は、1990年から2000年ごろの10年以内の間に、大きく後退した。終端の拡大した湖、（氷河の上流にあるモレーンの覆いがない）白い氷の後退、氷が薄くなったことによるモレーンの壁の高さの増加に注目。

## 参照
1. 1 2  
“Aoraki/Mount Cook Education Resource” (PDF).   Department of Conservation. p. 8 (2009年). 2012年1月9日閲覧。

- Satellite Image Atlas of Glaciers of the World, Glaciers of New Zealand, Chinn, T.H., USGS Professional Paper 1386, 1988.

座標: 南緯43度37分 東経170度12分 / 南緯43.617度 東経170.200度